# Liste der Abgeordneten zum Vorarlberger Landtag (IV. Gesetzgebungsperiode)
Diese Liste der Abgeordneten zum Vorarlberger Landtag listet die Abgeordneten zum Vorarlberger Landtag in der vierten Gesetzgebungsperiode von 1871 bis 1878 auf.

## Landtagsabgeordnete
| Name                      | Wahlklasse1 | Region                | Anmerkung |
| ------------------------- | ----------- | --------------------- | --------- |
| Amberg Johann Nepomuk     | Virilstimme |                       |           |
| Belrupt-Tissac Karl von   | SM          | Bregenz               |           |
| Berchtold Bartholomäus    | LG          | Bregenz-Bregenzerwald |           |
| Burtscher Franz           | LG          | Feldkirch-Dornbirn    |           |
| Fetz Andreas              | SM          | Bregenz               |           |
| Froschauer Sebastian von  | SM          | Bregenz               |           |
| Ganahl Carl               | SM          | Feldkirch             |           |
| Ganahl Christian          | LG          | Bludenz-Montafon      |           |
| Huber Josef Philipp       | LG          | Bludenz-Montafon      |           |
| Jussel Anton              | LG          | Bludenz-Montafon      |           |
| Jussel Peter              | LG          | Bludenz-Montafon      |           |
| Knecht Christian          | LG          | Bludenz-Montafon      |           |
| Ölz Josef Anton           | LG          | Bregenz-Bregenzerwald |           |
| Rheinberger Philipp Jakob | LG          | Feldkirch-Dornbirn    |           |
| Rhomberg Albert           | SM          | Dornbirn              |           |
| Rinderer Franz Josef      | LG          | Bludenz-Montafon      |           |
| Schmid Josef              | LG          | Bregenz-Bregenzerwald |           |
| Thurnher Johannes         | LG          | Feldkirch-Dornbirn    |           |
| Witzemann Johann Georg    | LG          | Feldkirch-Dornbirn    |           |

1 SM ... Städte und Märkte
  LG ... Landgemeinden